# Legend of the Seeker – Das Schwert der Wahrheit
Legend of the Seeker – Das Schwert der Wahrheit (Originaltitel: Legend of the Seeker) ist eine US-amerikanische Fantasyserie, die auf den ersten beiden Romanen der Reihe Das Schwert der Wahrheit von Terry Goodkind basiert.

## Handlung
Die Fernsehserie basiert auf den Büchern von Terry Goodkind und spielt in der ersten Staffel in der neuen Welt des Fantasyuniversums. Dieses unterteilt sich in die Regionen Westlands, Midlands und D’Hara. Die Regionen Midlands und D’Hara wurden vor Einsetzen der Handlung durch eine magische Barriere von den Westlands getrennt, wodurch keinerlei Austausch zwischen den einzelnen Regionen stattfindet.
Nachdem der in Kernland (innerhalb der Westlands) lebende 23-jährige Richard Cypher der Konfessor Kahlan Amnell, deren Gabe es ist, Menschen zu „wandeln“, ihnen also durch bloße Berührung ihren Willen aufzuzwingen, das Leben gerettet hat, erzählt diese ihm von einer Prophezeiung, die sie auf der Suche nach einem großen Zauberer der ersten Ordnung in die Westlands geführt hat. Der als verrückt geltende Einsiedler Zeddicus „Zedd“ Zu’l Zorander gibt sich schließlich als der gesuchte Zauberer der ersten Ordnung zu erkennen.
Zedd ernennt, nachdem ihm Kahlan von der Prophezeiung erzählt hat, Richard zum Sucher und überreicht ihm das Schwert der Wahrheit. So beginnt der Kampf gegen Darken Rahl, um die Welt vor dessen Gier nach Macht zu beschützen. Aber auch nach seinem Tod dient Rahl dem Hüter der Unterwelt, dem erbitterten Gegner der „Schöpferin“ allen Lebens, die als Göttin verehrt wird.
So müssen sich Richard, Kahlan und Zedd vielen Gegnern stellen, so zum Beispiel den D’Haranern, den Schwestern der Finsternis, die nur schwer von den Schwestern des Lichts zu unterscheiden sind, den Mord-Sith, magisch begabten Frauen mit mächtigen Folterinstrumenten namens Strafer im Dienste von Rahl, und den Banelings, Untote, die Rahl im Tausch gegen ein zweites Leben anbieten, für jeden Tag, den sie am Leben sind, einmal zu morden. Durch die Seelen der Verstorbenen wird der Hüter immer mächtiger.
Während der ersten Staffel lernt Richard seine jüngere Halbschwester Jennsen – die die magische Unempfänglichkeit besitzt, also gegen magische Einflüsse vollständig resistent ist, demnach auch selbst keine Magie anwenden kann – kennen. Er erfährt, dass Jennsens Mutter auch seine eigene ist und Jennsen somit auch Zedds Enkelin ist. In der zweiten Staffel erfährt Richard, dass Panis Rahl sein Vater war und somit Darken Rahl sein Halbbruder ist.
Später schließt sich ihrem Trupp auch die Mord-Sith Cara an. Sie kann, wie jede Mord-Sith, Tote wieder zum Leben erwecken, wenn diese noch nicht lange verstorben sind. Sie will Richard beschützen und ihm helfen, den Stein der Tränen zu finden. Mit diesem Stein will Richard den Spalt zwischen der Unterwelt und der Welt der Lebenden schließen, durch den die Banelings und andere Diener des Hüters kommen.
Aber auch mit privaten Problemen haben die vier immer wieder zu kämpfen: So ist Kahlan nach einigen Monaten die letzte Konfessor der Welt und damit gleichzeitig die neue Mutter Konfessor. Auch ihre Schwester Dennee hat im Kampf ihr Leben gelassen und Annabelle, ein Mädchen mit Konfessorenkräften, zieht ein normales Leben vor und gibt diese deshalb ab. Kahlan trifft auch ihren Vater wieder, der sie und ihre Schwester aufgrund ihrer Kräfte fürchtet, hasst und als Kinder schwer misshandelte, weil er von der Mutter der beiden jahrelang in Sklaverei gehalten worden war. Erst mit deren Tod wurde der Zauber aufgehoben. Kahlan hat sich indessen in Richard verliebt, der ihre Gefühle erwidert. Doch sie will ihn nicht wandeln und bleibt ihm deshalb fern.
Richard erfährt, dass er genau wie Zedd ein Zauberer ist und sich seinen magischen Kräften stellen soll. Da er dazu aber lange Zeit im Palast der Schwestern des Lichts lernen müsste, seine Magie zu kontrollieren und die Zeit im Palast zudem durch Magie so langsam vergeht, dass ein Tag dort 10 Tage in der Welt dauert, gibt er sie stattdessen einer der Schwestern, Nike, die in Diensten des Hüters steht, was er zu diesem Zeitpunkt bereits weiß. Allerdings trickst Richard sie aus, sodass Nike seine Macht wegen des Rhadahan (einem verzauberten Halsband, das die magischen Kräfte seines Trägers unterdrückt), welches Schwester Verna ihr anlegt, nicht nutzen kann.
Cara hat oft mit einem schlechten Gewissen zu kämpfen, da sie nicht nur Dennee, sondern auch ihren eigenen Vater getötet hat, was ihr bei einer Begegnung mit ihrer Schwester zum Verhängnis wird. Auch fällt es ihr durch das lange Training der Mord-Sith schwer, Gefühle oder Gnade zu zeigen. Jedoch verliebt sie sich in Leo, den neu ernannten Sucher. Dieser vertritt Richard, solange er sich im Gewahrsam der Schwestern des Lichts befindet. Er verliebt sich auch in Cara und die beiden verbringen eine gemeinsame Nacht. Als er ihr eine Blume schenkt, um zu zeigen, dass er sie liebt, verletzt Cara ihren Geliebten, indem sie behauptet, dass diese Nacht nichts zu bedeuten habe. Schließlich fasst sie den Mut, ihm von ihren Gefühlen zu erzählen, doch im Kampf stirbt er. Bei seiner Verbrennung ist sie sehr traurig und niedergeschlagen. Zum Abschied legt sie die Blume, die er ihr als Zeichen seiner Liebe schenkte, zu ihm – mit den Worten „Du bist mir wichtig“. Sie hält stets ihre Treue zu Richard, Zedd und Kahlan – so sehr, dass sie, als sie im Kampf stirbt, sogar auf Rahls Handel eingeht und ein Baneling wird, was sich später jedoch wieder rückgängig machen lässt.
Im Staffelfinale der zweiten Staffel, das zugleich auch das Serienfinale ist, schaffen es Richard, Kahlan, Zedd und Cara, den Schleier zur Unterwelt mit Hilfe des Stein der Tränen zu schließen.

## Besetzung

### Hauptbesetzung
| Rolle                         | Schauspieler    | Hauptrolle (Episoden) | Nebenrolle (Episoden) | Synchronsprecher   |
| ----------------------------- | --------------- | --------------------- | --------------------- | ------------------ |
| Richard Cypher/Rahl           | Craig Horner    | 1.01–2.22             |                       | Stefan Günther     |
| Kahlan Amnell                 | Bridget Regan   | 1.01–2.22             |                       | Annina Braunmiller |
| Zeddicus „Zedd“ Zu’l Zorander | Bruce Spence    | 1.01–2.22             |                       | Reinhard Brock     |
| Cara Mason                    | Tabrett Bethell | 2.01–2.22             | 1.22                  | Kathrin Fröhlich   |

### Nebenbesetzung
| Rolle                   | Schauspieler              | Nebenrolle (Episoden)             | Synchronsprecher       |
| ----------------------- | ------------------------- | --------------------------------- | ---------------------- |
| Darken Rahl             | Craig Parker              | 1.01–1.02, 1.09–1.15, 1.20–2.22   | Alexander Brem         |
| Michael Cypher          | David de Lautour          | 1.01–1.02, 1.12, 1.14             | Philipp Brammer        |
| Dell „Chase“ Brandstone | Jay Laga’aia              | 1.01–1.02, 1.14–1.15              | Christoph Jablonka     |
| Dennee Amnell           | Tania Nolan               | 1.01, 1.10                        | Solveig Duda           |
| Dennee Amnell           | Gina Holden               | 2.07                              | Solveig Duda           |
| Sebastian               | Ted Raimi                 | 1.03, 2.12                        | Kai Taschner           |
| Renn                    | Benson Jack Anthony       | 1.05, 2.19                        | Robyn Wersche          |
| General Demmin Nass     | Renato Bartolomei         | 1.07–1.08, 1.10                   | Martin Umbach          |
| Shota                   | Danielle Cormack          | 1.07, 1.19, 1.22–2.01, 2.05, 2.09 | Katharina Müller-Elmau |
| Denna (Mord Sith)       | Jessica Marais            | 1.08, 1.16, 2.07–2.08             | Claudia Lössl          |
| Constance (Mord Sith)   | Jaime Passier-Armstrong   | 1.08                              |                        |
| Rachel                  | Jordana Beatty            | 1.09, 2.01                        | Jaimee Lau             |
| Thaddicus Zorander      | Jon Brazier               | 1.11, 2.12, 2.17                  | Karl-Heinz Kneip       |
| Anna Brighton           | Jessica Chapnik           | 1.12, 1.14                        | Shandra Schadt         |
| Jennsen Zorander        | Brooke Williams           | 1.16, 1.21, 2.21                  | Gabrielle Pietermann   |
| Alina (Mord Sith)       | Tandi Wright              | 1.18, 1.22, 2.21                  |                        |
| Mord Sith               | Luna Rioumina             | 1.19–1.22                         |                        |
| Triana (Mord Sith)      | Charisma Carpenter        | 2.01                              |                        |
| Flynn                   | Michael Whalley           | 2.02–2.04                         | Patrick Roche          |
| Mord Sith               | Chanel Liquori            | 2.03                              |                        |
| Verna Sauventreen       | Alison Bruce              | 2.08–2.10, 2.22                   | Marion Hartmann        |
| Nike bzw. Nicci *       | Jolene Blalock            | 2.09–2.10                         | Carin C. Tietze        |
| Nike bzw. Nicci *       | Emily Foxler              | 2.13–2.14, 2.22                   | Carin C. Tietze        |
| Annalina Aldurren       | Elizabeth Hawthorne       | 2.09–2.10, 2.15                   |                        |
| Leo Dane                | Matthew Le Nevez          | 2.09–2.10, 2.21                   | Philipp Brammer        |
| Marianna                | Elizabeth Blackmore       | 2.17–2.19, 2.21–2.22              | Marieke Oeffinger      |
| Garren (Mord Sith)      | Katrina Law               | 2.18–2.19, 2.22                   | Tatjana Pokorny        |
| Dahlia (Mord Sith)      | Laura Brent               | 2.20–2.22                         | Maren Rainer           |
| Sara (Mord Sith)        | Shavaughn Ruakere         | 2.21                              |                        |
| Declan/Der Hüter        | Nicholas Balopoulos-Cooke | 2.22                              |                        |
| General Egremont        | Kevin J. Wilson           |                                   |                        |
| Catherine Stephen       | Laura Brandstone          |                                   |                        |
| George Cypher           | Jeffrey Thomas            |                                   |                        |
| Ranssyn Fane            | Andrew Robertt            |                                   |                        |
| Sister Merissa          | Faye Smythe               |                                   |                        |
| Adie                    | Vicky Haughton            |                                   |                        |
| Fraden                  | Craig Walsh Wrightson     |                                   |                        |
| Captain Frannick        | Jeff Szusterman           |                                   |                        |
| Nathair (Mord Sith)     | Caroline Brazier          |                                   |                        |

- Die Schreibweise Nike (der Name wird in der deutschen Synchronisation [níːkɛː] ausgesprochen) stammt aus der Deutschen Synchronkartei. Die englische Originalschreibweise ist Nicci.

## Deutsche Bearbeitung
Bei der deutschen Bearbeitung von Scala Media führte Dominik Auer Regie und schrieb das Drehbuch.

## Produktion
Sam Raimi sicherte sich die Rechte an der Verfilmung und begann 2007 in Neuseeland mit den Dreharbeiten. Das erste Buch der deutschen Übersetzung Das erste Gesetz der Magie wurde in Staffel 1 in 22 Episoden verfilmt. Am 1. November 2008 fand die Erstausstrahlung im US-amerikanischen Fernsehen statt. Während des ersten Monats hatte die Fernsehserie durchschnittlich 3,6 Millionen Zuschauer.
Aufgrund des Erfolges der Fernsehserie in den USA entschied Disney sich, eine zweite Staffel von Legend of the Seeker in Auftrag zu geben. Als grundlegende Vorlage für die zweite Staffel diente der zweite Band der Reihe Die Schwestern des Lichts, das wie zuvor die erste Staffel in 22 Episoden abgedreht wurde. Zwischen dem 11. Oktober 2009 und dem 12. September 2010 wurden beide Staffeln der Fernsehserie komplett von ProSieben ausgestrahlt.
Am 26. April 2010 gab ABC bekannt, dass die Fernsehserie eingestellt wurde.

## Episodenliste
| Nummer (gesamt) | Nummer (Staffel) | Deutscher Titel                | Originaltitel | Erstausstrahlung (First-run syndication) | Erstausstrahlung (ProSieben) | Regie              | Drehbuch                                                 |
| 01              | 01               | Die Prophezeiung (1)           | Prophecy      | 1. November 2008                         | 11. Oktober 2009             | Mark Beesley       | John Shiban, Ken Biller & Stephen Tolkin                 |
| 02              | 01               | Die Prophezeiung (2)           | Destiny       | 1. November 2008                         | 11. Oktober 2009             | Mark Beesley       | Ken Biller & Barry Schkolnick                            |
| 03              | 01               | Kopfgeld                       | Bounty        | 8. November 2008                         | 18. Oktober 2009             | Jesse Warn         | Chad Fiveash & James Stoteraux                           |
| 04              | 01               | Brennidon                      | Brennidon     | 15. November 2008                        | 25. Oktober 2009             | Jonathan Brough    | Erin Maher & Kay Reindl                                  |
| 05              | 01               | Der Lauscher                   | Listener      | 22. November 2008                        | 8. November 2009             | Mark Beesley       | Stephen Tolkin                                           |
| 06              | 01               | Zaubertrank                    | Elixir        | 29. November 2008                        | 15. November 2009            | Charlie Haskell    | Michael Sussman                                          |
| 07              | 01               | Das Gesicht im Spiegel         | Identity      | 6. Dezember 2008                         | 22. November 2009            | Garth Maxwell      | Chad Fiveash & James Stoteraux                           |
| 08              | 01               | Stilles Leid                   | Denna         | 10. Januar 2009                          | 6. Dezember 2009             | Michael Hurst      | Ken Biller & Michael Sussman                             |
| 09              | 01               | Der Puppenspieler              | Puppeteer     | 17. Januar 2009                          | 13. Dezember 2009            | Mark Beesley       | Nicki Paluga                                             |
| 10              | 01               | Die letzten Konfessoren        | Sacrifice     | 24. Januar 2009                          | 20. Dezember 2009            | Michael Hurst      | Chad Fiveash & James Stoteraux                           |
| 11              | 01               | Azzallels Kugel                | Confession    | 31. Januar 2009                          | 3. Januar 2010               | Garth Maxwell      | Barry Schkolnick                                         |
| 12              | 01               | Der Zauber des Lügenden Mondes | Home          | 21. Februar 2009                         | 10. Januar 2010              | Garth Maxwell      | Stephen Tolkin                                           |
| 13              | 01               | Der Fluch der Liebe            | Revenant      | 28. Februar 2009                         | 17. Januar 2010              | Geoffrey Cawthorn  | Erin Maher & Kay Reindl                                  |
| 14              | 01               | Die Wälder des Schreckens      | Hartland      | 7. März 2009                             | 24. Januar 2010              | Mark Beesley       | Michael Sussman                                          |
| 15              | 01               | Die Burg der Finsternis        | Conversion    | 14. März 2009                            | 31. Januar 2010              | Andrew Merrifield  | Chad Fiveash & James Stoteraux                           |
| 16              | 01               | Die Magie der Ordnung          | Bloodline     | 21. März 2009                            | 7. Februar 2010              | Garth Maxwell      | Nicole Paluga                                            |
| 17              | 01               | Schattenbringer                | Deception     | 28. März 2009                            | 14. Februar 2010             | Chris Martin-Jones | Raf Green                                                |
| 18              | 01               | Der Zauberspiegel              | Mirror        | 25. April 2009                           | 21. Februar 2010             | Jonathan Brough    | Handlung: Michael K. Sheeter; Schauspiel: Stephen Tolkin |
| 19              | 01               | Shotas Fluch                   | Cursed        | 2. Mai 2009                              | 28. Februar 2010             | Mark Beesley       | Chad Fiveash & James Stoteraux                           |
| 20              | 01               | Ein Bild vom Paradies          | Sanctuary     | 9. Mai 2009                              | 7. März 2010                 | Garth Maxwell      | Michael Sussman                                          |
| 21              | 01               | Feuerfieber                    | Fever         | 16. Mai 2009                             | 14. März 2010                | Jonathan Brough    | Nicki Paluga                                             |
| 22              | 01               | Die Mauern der Zeit            | Reckoning     | 23. Mai 2009                             | 21. März 2010                | Michael Hurst      | Ken Biller & Stephen Tolkin                              |

| Nummer (gesamt) | Nummer (Staffel) | Deutscher Titel            | Originaltitel | Erstausstrahlung (First-run syndication) | Erstausstrahlung (ProSieben) | Regie              | Drehbuch                                                           |
| 23              | 02               | Die drei Zeichen           | Marked        | 7. November 2009                         | 28. März 2010                | Mark Beesley       | Ken Biller & Stephen Tolkin                                        |
| 24              | 02               | Die magische Rune          | Baneling      | 14. November 2009                        | 11. April 2010               | Michael Hurst      | Chad Fiveash & James Stoteraux                                     |
| 25              | 02               | Falscher Stolz             | Broken        | 21. November 2009                        | 18. April 2010               | Nicki Paluga       | Chris Martin-Jones                                                 |
| 26              | 02               | Der Wunsch des Herzens     | Touched       | 28. November 2009                        | 25. April 2010               | Garth Maxwell      | Arika Lisanne Mittman                                              |
| 27              | 02               | Der Zauber des Vergessens  | Wizard        | 5. Dezember 2009                         | 2. Mai 2010                  | Jonathan Brough    | Stephen Tolkin                                                     |
| 28              | 02               | Die dunkle Seite           | Fury          | 12. Dezember 2009                        | 9. Mai 2010                  | Andrew Merrifield  | Raf Green                                                          |
| 29              | 02               | Der Atem des Lebens        | Resurrection  | 9. Januar 2010                           | 16. Mai 2010                 | Jesse Warn         | Michael Sussman                                                    |
| 30              | 02               | Schwestern des Lichts      | Light         | 16. Januar 2010                          | 6. Juni 2010                 | Jonathan Brough    | Chad Fiveash & James Stoteraux                                     |
| 31              | 02               | Schwestern der Finsternis  | Dark          | 23. Januar 2010                          | 13. Juni 2010                | Garth Maxwell      | Nicki Paluga                                                       |
| 32              | 02               | Das Tal der Verdammnis     | Perdition     | 30. Januar 2010                          | 20. Juni 2010                | Mark Beesley       | Charley Dane                                                       |
| 33              | 02               | Zwei Frauen                | Torn          | 13. Februar 2010                         | 27. Juni 2010                | Chris Martin-Jones | Handlung: Kristine Huntley; Schauspiel: Arika Lisanne Mittman      |
| 34              | 02               | Schattenwasser             | Hunger        | 20. Februar 2010                         | 4. Juli 2010                 | Michael Hurst      | Raf Green & Ken Biller                                             |
| 35              | 02               | Die falsche Prinzessin     | Princess      | 27. Februar 2010                         | 11. Juli 2010                | Garth Maxwell      | Stephen Tolkin                                                     |
| 36              | 02               | Vater und Tochter          | Bound         | 20. März 2010                            | 18. Juli 2010                | Chris Martin-Jones | Arika Lisanne Mittman & Nicki Paluga                               |
| 37              | 02               | Der Feind des Lichts       | Creator       | 27. März 2010                            | 25. Juli 2010                | Mike Smith         | Michael Sussman & Ken Biller                                       |
| 38              | 02               | Fünf Gräber                | Desecrated    | 10. April 2010                           | 1. August 2010               | Garth Maxwell      | Chad Fiveash & James Stoteraux                                     |
| 39              | 02               | Das Geheimnis von Valdaire | Vengeance     | 17. April 2010                           | 8. August 2010               | Michael Hurst      | Charley Dane                                                       |
| 40              | 02               | Die guten alten Tage       | Walter        | 24. April 2010                           | 15. August 2010              | Andrew Merrifield  | Stephen Tolkin & Ken Biller                                        |
| 41              | 02               | Die Grotte der Irrlichter  | Extinction    | 1. Mai 2010                              | 22. August 2010              | Jesse Warn         | Schauspiel: Chad Fiveash & James Stoteraux; Handlung: Nicki Paluga |
| 42              | 02               | Der Stein der Tränen       | Eternity      | 8. Mai 2010                              | 29. August 2010              | Garth Maxwell      | Raf Green & Arika Lisanna Mittman                                  |
| 43              | 02               | Der zerstörte Kompass      | Unbroken      | 15. Mai 2010                             | 5. September 2010            | Michael Hurst      | Michael Sussman                                                    |
| 44              | 02               | Die Säulen der Schöpfung   | Tears         | 22. Mai 2010                             | 12. September 2010           | Mark Beesley       | Ken Biller & Stephen Tolkin                                        |

## Änderungen gegenüber dem Buch
Bei einem Vergleich mit dem Buch wird deutlich, dass Legend of the Seeker keine Verfilmung von Schwert der Wahrheit ist, sondern nur auf dem Buch basiert. Viele Figuren aus dem Buch tauchen in der Fernsehserie nicht auf oder werden nur kurz erwähnt. Die meisten Geschichten aus der Fernsehserie stammen nicht aus dem Buch, sondern wurden von den Machern der Fernsehserie entwickelt. Auch wurden viele im Buch ausführlich beschriebene Ereignisse (wie zum Beispiel das Auswendiglernen des Buches der gezählten Schatten oder der Mord an Richards Stiefvater durch Darken Rahl) in der Fernsehserie stark abgeändert oder entfernt, so dass die Geschichte einen anderen Weg gegenüber dem Buch einschlägt. Im Buch ist Richard der Sohn Darken Rahls während er in der Serie Darken Rahls Bruder ist.